# Halo (phénomène optique)
Pour les articles homonymes, voir Halo.

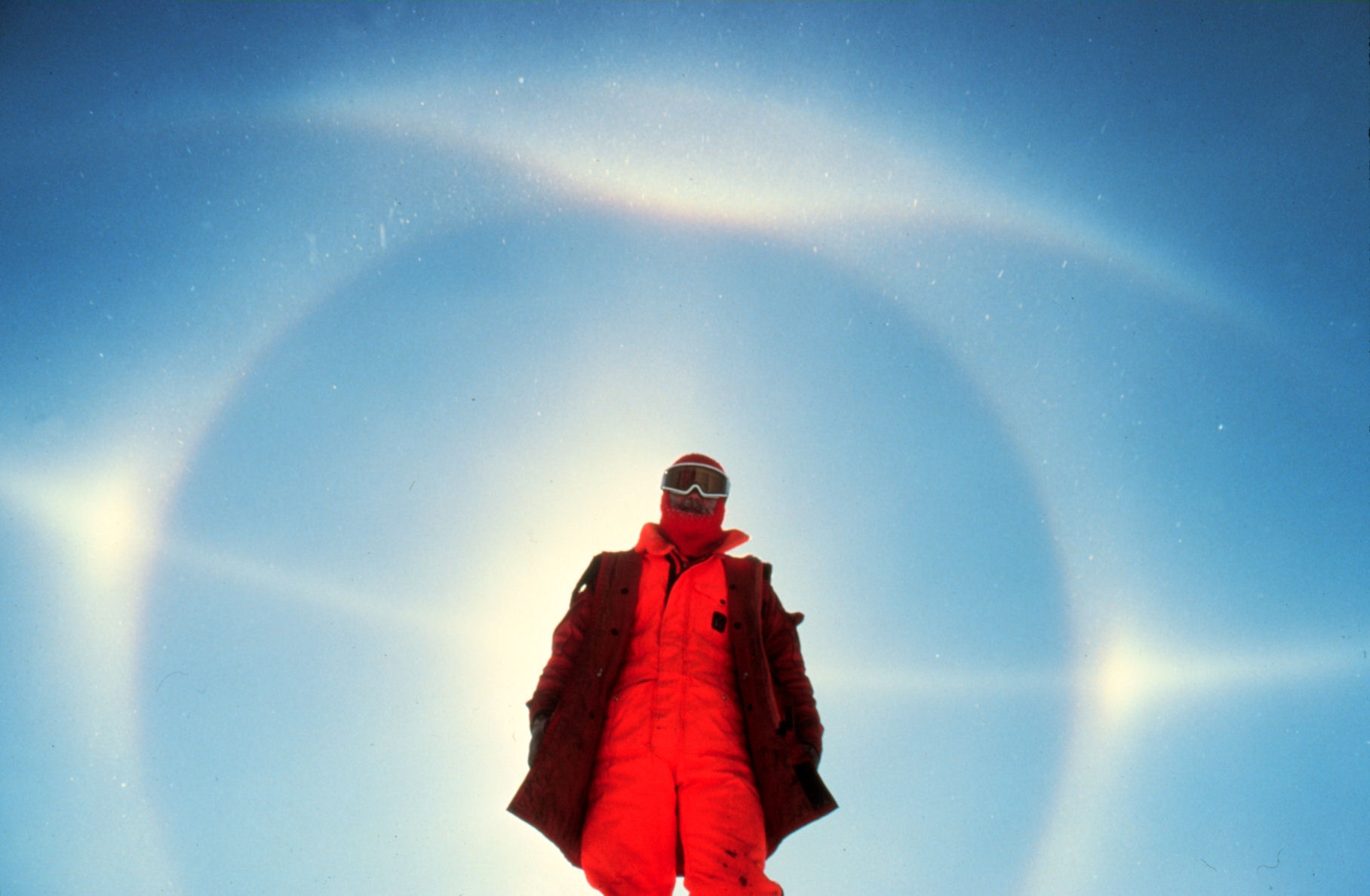
Les halos sont plus complexes et plus marqués près des pôles (ici au pôle Sud). On y voit le cercle parhélique, les colonnes lumineuses, le halo de 22°, les parhélies de 22°, les arcs tangents supérieurs et l'arc de Parry.

Un halo est un groupe de photométéores apparaissant, à certaines conditions, dans le ciel autour du Soleil ou de la Lune et parfois autour de sources de lumière suffisamment puissantes comme certains lampadaires. Ils ont la forme d'anneaux, d'arcs, de colonnes ou de foyers lumineux et sont engendrés par la réfraction ou la réflexion de la lumière par des cristaux de glace en suspension dans l'atmosphère (nuages cirriformes, poudrin de glace, etc.).

## Histoire
Les halos et phénomènes optiques inhabituels associés au soleil ou à la lune ont toujours intéressé les astronomes, et les astrologues qui y ont parfois vu des signes divins. 

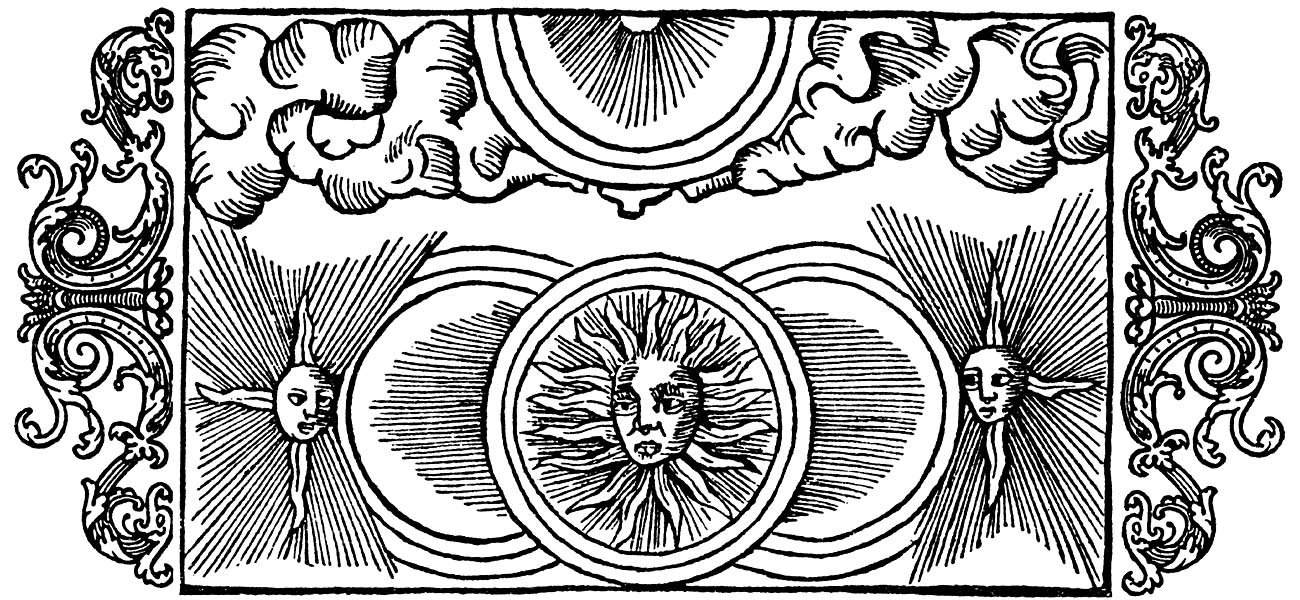
Halo solaire de type parhélie (Gravure sur bois, Olaus Magnus)
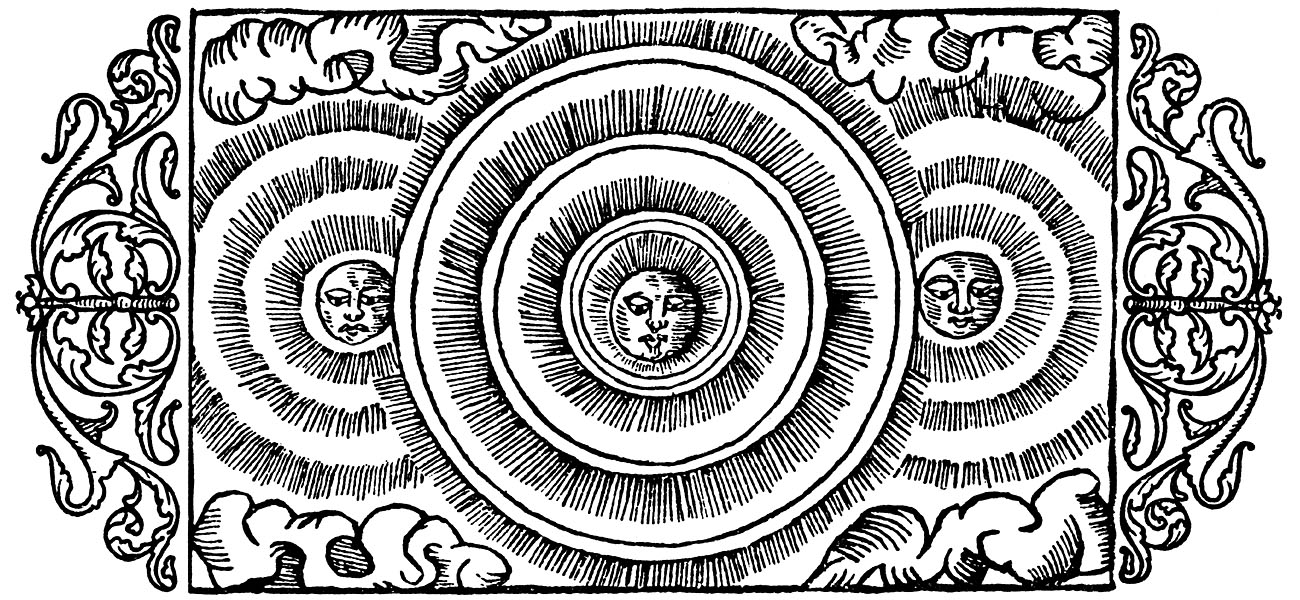
Halo lunaire, représenté par Olaus Magnus
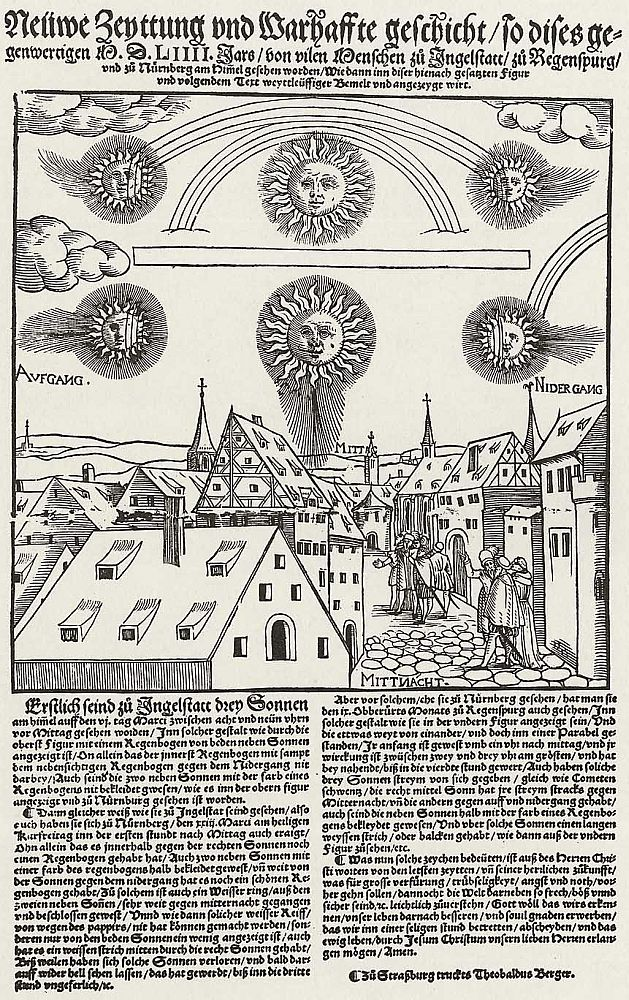
Autre représentation (de 1554)
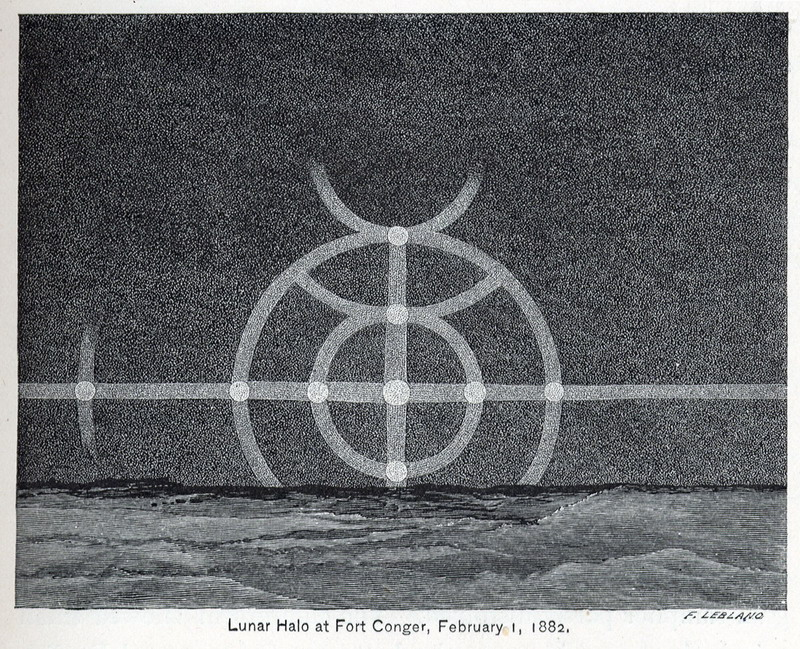
Halo lunaire de 1882 (Groenland)
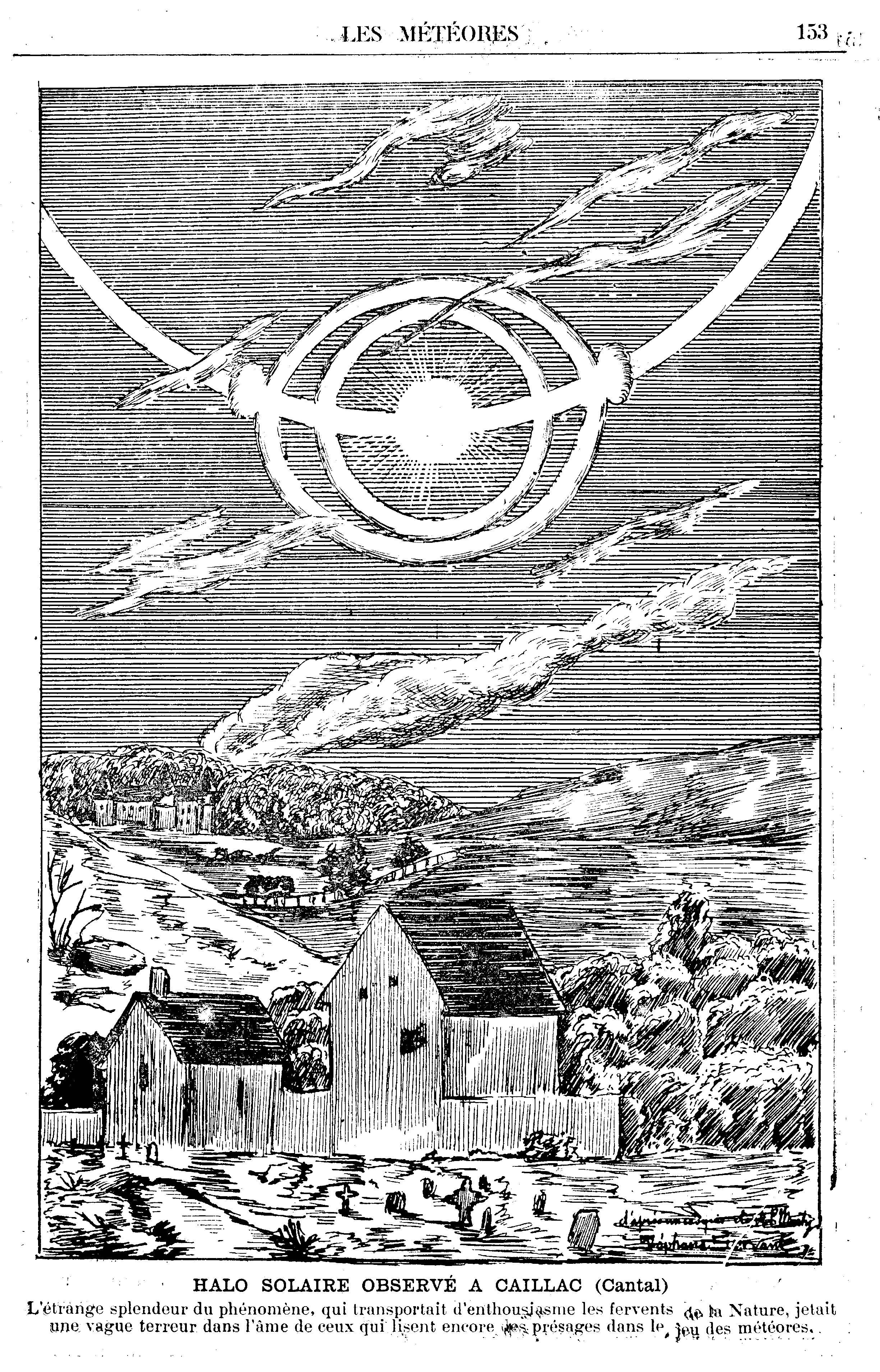
Dessin par M. Marty d'un parhélie observé en 1891 à Caillac, Cantal (France)

## Nature des halos

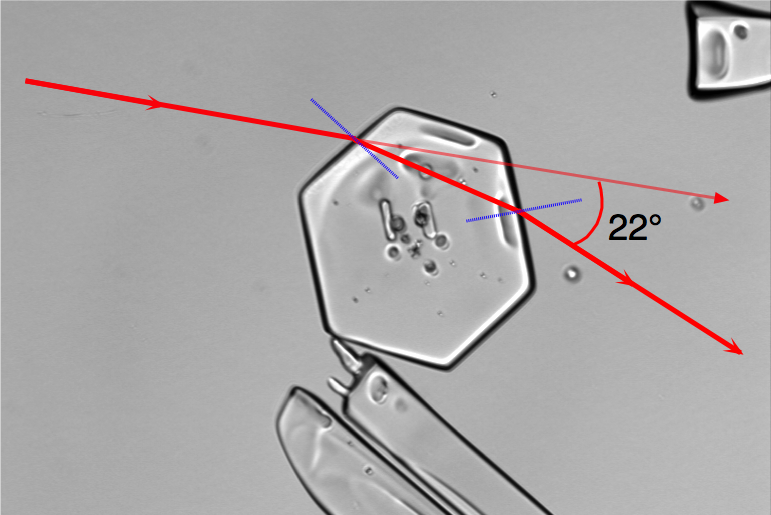
Cristal de glace (échantillon d'air prélevé à 3000 m au-dessus de l'antarctique). Les lignes rouges montrent une réfraction de la lumière de 22 °, correspondant à un type de halo produits dans certaines conditions autour du soleil

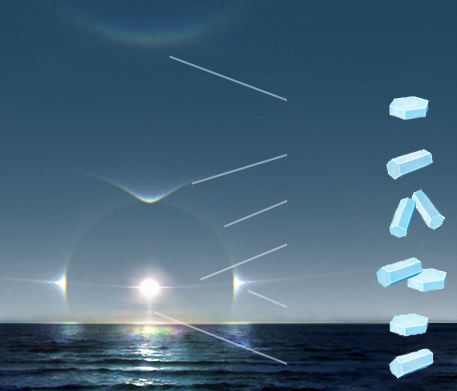
Relation entre le type de halo et l'orientation des cristaux de glace

Il existe de nombreux types de halos, tous formés par l'interaction entre la lumière solaire (directe ou renvoyée par la lune) et des cristaux de glace en suspension dans l'air (poudrin de glace) ou présents dans les nuages visibles de la haute troposphère, entre 5 et 10 km d'altitude, notamment dans les cirrostratus en toute saison. Le degré de nébulosité peut être fort divers : les halos peuvent se former dans des anticyclones avec un voile mince de cirrus, ou lors de l'approche de mauvais temps alors que des cirrostratus couvrent le ciel. La couche de nuages peut être si faible qu'elle donnera l'impression d'être absente.
Ces cristaux prennent surtout la forme de colonnes et de plaques hexagonales dont la coupe peut être irrégulière mais dont les angles entre les faces latérales sont toujours les mêmes, une caractéristique de la formation de la glace, soit 60°. L'angle entre les côtés et la coupe est également toujours de 90°. La forme et l'orientation particulière des cristaux dans l'air, ainsi que l'incidence du rayonnement lumineux sont responsables du type de halo observé. La lumière est réfléchie et réfractée par ces cristaux et sa lumière peut être dispersée, comme pour un arc-en-ciel. Ces cristaux subissant les mouvements verticaux de l'air ou tombant, les plaques demeurent généralement horizontales mais les colonnes basculent au hasard, la somme des réflexions/diffractions totales va également changer de manière aléatoire.
Ce phénomène optique peut être bref (quelques secondes) ou se prolonger jusqu'à plusieurs heures. Il peut être discret ou, plus rarement, nettement visible. Avec l'augmentation du transport aérien, on observe de plus en plus souvent ce phénomène sur les nuages artificiellement formés à partir des traînées de réacteurs[réf. nécessaire]. Les canons à neige, le léger vent ascendant, et la disposition du soleil à une certaine hauteur à l'horizon sont les conditions idéales pour la formation d'un immense arc en ciel circulaire, très visible autour du soleil.

## Types de halos

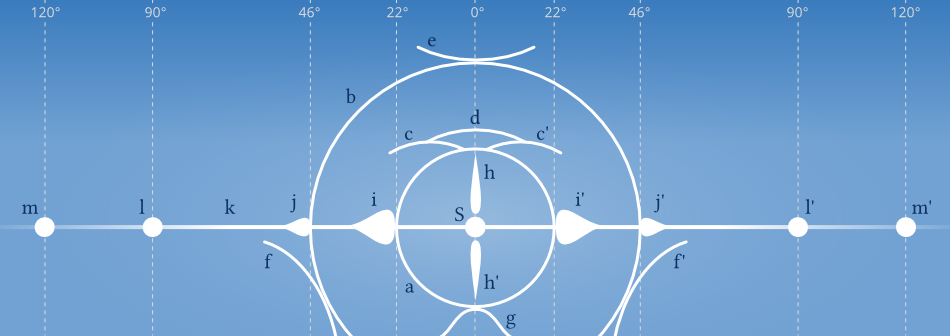
Représentation plane des principaux types de halos solaires

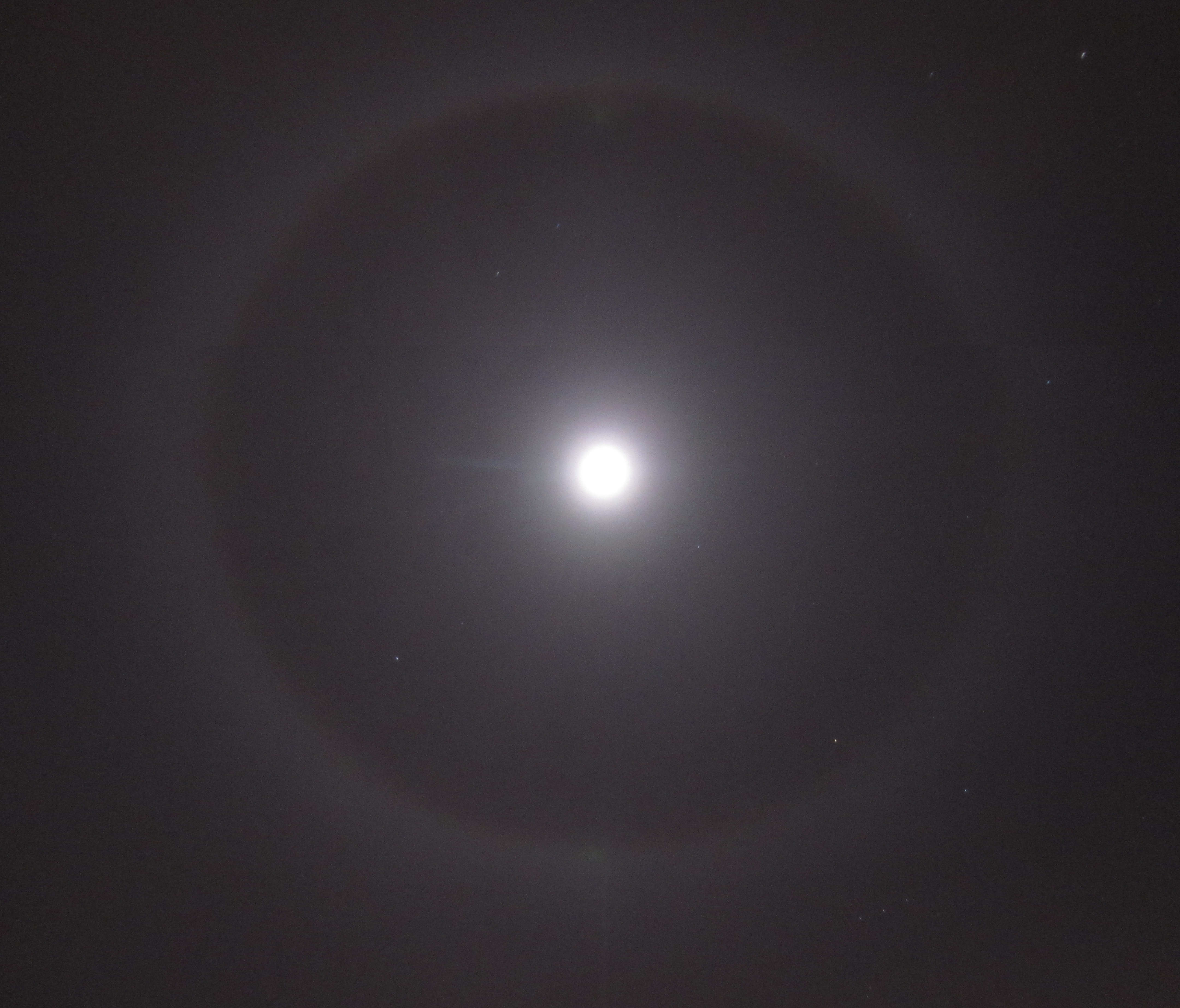
Halo lunaire à Angers

Météorologiquement, il est défini plusieurs phénomènes optiques de ce type. Dans la figure ci-contre, il y a autour du Soleil (S) :
- (a) Le « petit halo », cercle décalé de 22° par rapport à la source lumineuse, blanc avec une frange intérieure rouge ;
- (b) Le « grand halo », cercle décalé de 46° par rapport à la source ;
- (c et c') Arcs tangents supérieurs ;
- (d) L'arc supérieur de Parry ;
- (e) L'arc circumzénithal, centré sur le zénith ;
- (f, f') Arcs infralatéraux ;
- (g) Arc tangent inférieur ;
- (h, h') La colonne lumineuse, colonne verticale apparaissant à la verticale du Soleil à son lever ou coucher ;
- (i, i') Le parhélie de 22°, ou « faux soleil »[5],[4], tache de couleur apparaissant à l'horizontale du Soleil, décalée de 22°. Le même phénomène peut se produire avec la Lune et prend le nom de parasélène. La paranthélie est similaire au parhélie, mais située à d'autres endroits sur le cercle parhélique (nommé parasélène avec la Lune) :
  - (j, j') Parhélie de 46° ;
  - (l, l') Parhélie de 90° ;
  - (m, m') Parhélie de 120°.
- (k) Le cercle parhélique, cercle parallèle au sol, passant par le Soleil et faisant le tour de l'horizon.

Un autre type non montré :
- L'anthélie, tache blanche située à l'opposé du Soleil sur le cercle parhélique. Nommée antisélène si ce phénomène concerne la Lune.

Le halo le plus fréquemment observé est le halo de 22°, encore appelé petit halo, qui dessine autour du soleil ou de la lune un anneau de rayon apparent 22°, blanc avec une frange intérieure rouge. Moins lumineux et moins fréquent que ce type de halo est le halo de 46°, ou grand halo, qui forme autour de l'astre un anneau de rayon apparent 46°. 
Les autres phénomènes optiques sont plus rares. La colonne lumineuse passe à la verticale au-dessus et au-dessous du soleil ou de la lune. Plusieurs sont des arcs tangents aux halos de 22 et 46° sont des arcs lumineux partant soit de la base ou du sommet du petit halo, soit de la demi-circonférence inférieure du grand halo. Sur le cercle parhélique, un cercle autour de l'observateur à l'angle d'élévation du soleil, s'inscrivent parfois des foyers lumineux qui constituent autant d'images du soleil formées grâce à des suites de réflexions et de réfractions suivant des directions privilégiées : les parhélies, les paranthélies et l'anthélie. Les mêmes phénomènes prennent autour de la lune utilisent les suffixes « sélène » au lieu de « hélie ».
La forme du phénomène lumineux peut être aussi très diverse, et peut par exemple revêtir la forme d'une croix lorsque se combinent un petit halo, un cercle parhélique et une colonne.

## Signification météorologique

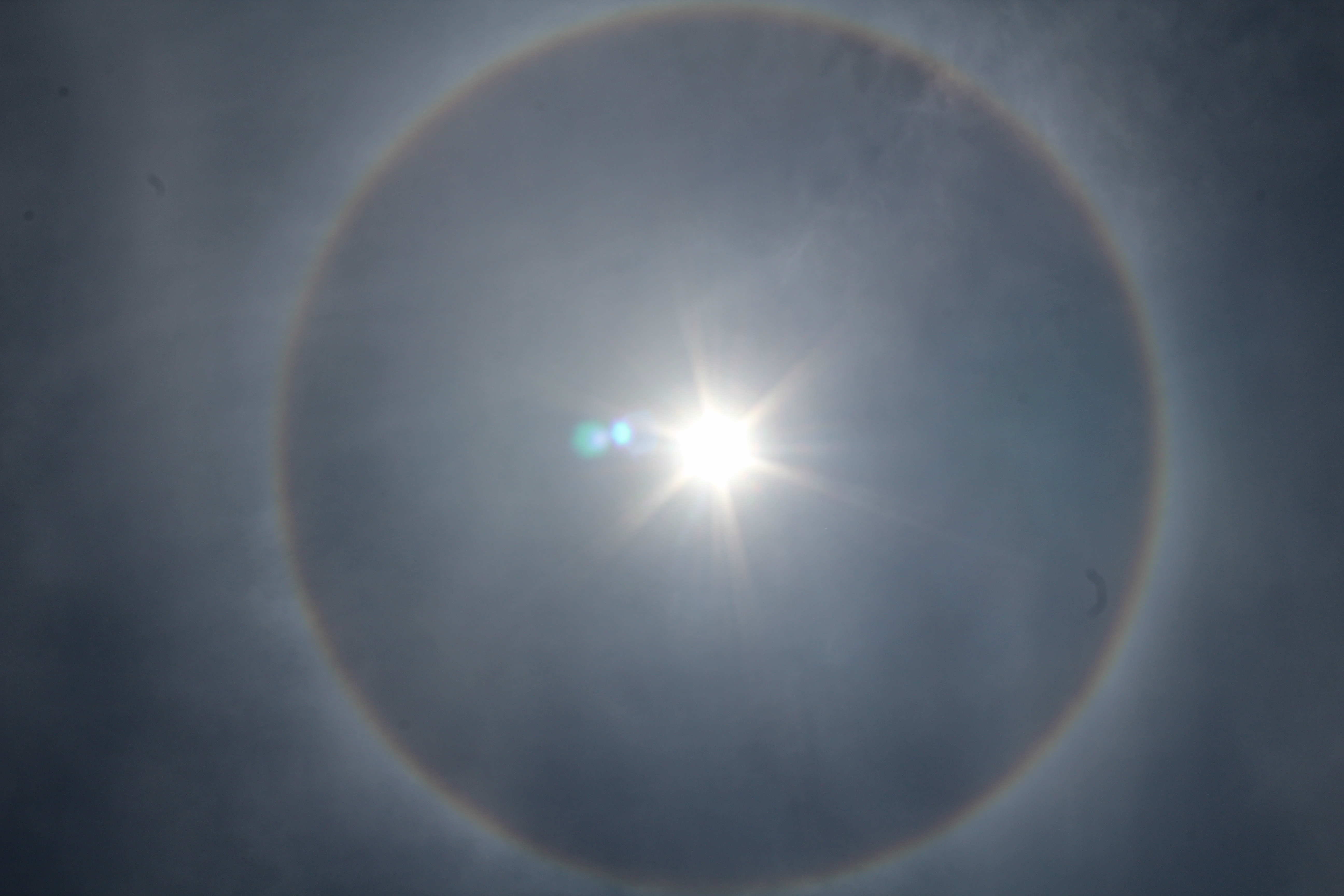
Halo au Mexique

Le fait d'observer un halo nous permet de connaître immédiatement la température du nuage, l'état physique de l'eau, la taille, la forme et l'orientation des cristaux de glace. Puisque l'existence de nuages est nécessaire pour la formation des phénomènes de halos, leur présence indique aussi que l'air est humide en altitude. Comme les cirrus ne sont pas des nuages de pluie, les halos peuvent se former même s'il fait beau. Par contre, si les nuages épaississent rapidement et si des cirrostratus apparaissent, il est possible qu'un front chaud ou des orages approchent et que des nimbostratus donneront des précipitations plus tard,.